# 井上密

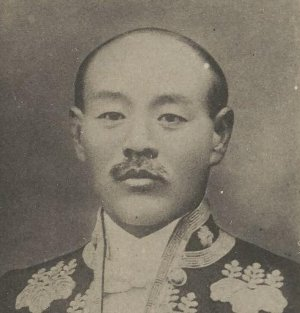
井上密

井上 密（いのうえ ひそか、慶応3年10月2日〈1867年10月28日〉 - 大正5年〈1916年〉9月13日）は、日本の憲法学者、政治家。京都帝国大学教授、京都帝国大学法科大学長。第4代京都市長。位階勲等は従四位勲三等。

## 来歴・人物
上総国（現・千葉県）出身。独逸学校（獨逸学協会学校とは別）、第一高等中学校、帝国大学法科大学出身。
京都帝国大学法科大学国法学講座教授、法科大学長(1909年)、京都法政学校教頭、財団法人立命館初代協議員を歴任。第4代京都市長（在任期間は1913年（大正2年）3月31日 - 1916年（大正5年）7月19日）。

## 栄典
- 1903年（明治36年）12月26日 - 正六位[1]
- 1909年（明治42年）7月10日 - 正五位[2]
- 1915年（大正4年）
  - 4月20日 - 従四位[3]
  - 11月10日  - 勲三等旭日中綬章[4]